# Tuňák žlutoploutvý
Tuňák žlutoploutvý (Thunnus albacares) patří mezi téměř ohrožené druhy ryb. Vyskytuje se ve většině tropických a subtropických moří kromě Středozemního moře. Je to vynikající plavec, který dokáže urazit obrovské vzdálenosti během období tahů a navíc je to jedna z nejrychlejších ryb současnosti. Přívlastek žlutoploutvý získal díky žlutému zbarvení hřbetních a břišních ploutví. Tuňák žlutoploutvý patří mezi větší tuňáky a váží kolem 50–60 kg. Největší ryba vážila 184 kg, měřila 2 m a byla chycena u mexického zálivu Baja Sur v roce 2011.

## Populace
Jeho čtyři populace dlouhodobě oslabují, a přesto vysoká míra jejich lovu neustává. Populace ve východním Pacifiku a v Indickém oceánu jsou klasifikovány jako přelovené. Další dvě populace v Atlantiku a středním a západním Pacifiku jsou klasifikovány jako pravděpodobně přelovené.

## Rybolov
Tuňáci jsou nejčastěji loveni pomocí nevodů neboli kruhových zátahových sítí, kdy se stále častěji využívá lákací zařízení FADs (například v Indickém oceánu to činí 30–40 %). Problémem při tomto nešetrném způsobu lovu je i to, že se hejna tuňáků často pohybují ve společnosti delfínů, kteří se pak zbytečně stávají vedlejším úlovkem.